# Дипломатически мисии на Сирия
Това е списък на дипломатическите мисии на Сирия, с изключение на почетните консулства.

## Европа
- Албания
  - Тирана (посолство)
- Армения
  - Ереван (посолство)
- Австрия
  - Виена (посолство)
- Беларус
  - Минск (посолство)
- Белгия
  - Брюксел (посолство)
- България
  - София (посолство)
- Кипър
  - Никозия (посолство)
- Чехия
  - Прага (посолство)
- Франция
  - Париж (посолство)
  - Марсилия (генерално консулство)
- Германия
  - Берлин (посолство)
  - Хамбург (генерално консулство)
- Гърция
  - Атина (посолство)
- Унгария
  - Будапеща (посолство)
- Италия
  - Рим (посолство)
- Нидерландия
  - Хага (посолство)
- Полша
  - Варшава (посолство)
- Румъния
  - Букурещ (посолство)
- Русия
  - Москва (посолство)
- Сърбия
  - Белград (посолство)
- Испания
  - Мадрид (посолство)
- Швеция
  - Стокхолм (посолство)
- Швейцария
  - Берн (посолство)
  - Женева (генерално консулство)
- Украйна
  - Киев (посолство)
- Великобритания
  - Лондон (посолство)
- Турция
  - Истанбул (генерално консулство)

## Северна Америка
- Канада
  - Отава (посолство)
  - Монреал (генерално консулство)
- Куба
  - Хавана (посолство)
- САЩ
  - Вашингтон (посолство)
  - Детройт (генерално консулство)
  - Хюстън (генерално консулство)
  - Лос Анджелис (генерално консулство)
  - Ню Йорк (генерално консулство)

## Южна Америка
- Аржентина
  - Буенос Айрес (посолство)
- Бразилия
  - Бразилия (посолство)
  - Сао Пауло (генерално консулство)
- Чили
  - Сантяго (посолство)
- Венецуела
  - Каракас (посолство)

## Африка
- Алжир
  - Алжир (посолство)
- Египет
  - Кайро (посолство)
- Либия
  - Триполи (посолство)
  - Бенгази (генерално консулство)
- Мавритания
  - Нуакшот (посолство)
- Мароко
  - Рабат (посолство)
- Нигерия
  - Лагос (посолство)
- Сенегал
  - Дакар (посолство)
- ЮАР
  - Претория (посолство)
- Судан
  - Хартум (посолство)
- Танзания
  - Дар ес Салаам (посолство)
- Тунис
  - Тунис (посолство)

## Азия
- Афганистан
  - Кабул (посолство)
- Бахрейн
  - Манама (посолство)
- Китай
  - Пекин (посолство)
- Индия
  - Ню Делхи (посолство)
- Индонезия
  - Джакарта (посолство)
- Иран
  - Техеран (посолство)
  - Исфахан (генерално консулство)
- Ирак
  - Багдад (посолство)
  - Мосул (генерално консулство)
- Япония
  - Токио (посолство)
- Йордания
  - Аман (посолство)
- Кувейт
  - Кувейт (посолство)
- Ливан
  - Бейрут (посолство)[1]
- Малайзия
  - Куала Лумпур (посолство)
- Северна Корея
  - Пхенян (посолство)
- Оман
  - Маскат (посолство)
- Пакистан
  - Исламабад (посолство)
  - Лахор (генерално консулство)
  - Карачи (генерално консулство)
- Катар
  - Доха (посолство)
- Саудитска Арабия
  - Рияд (посолство) (Затворено през 2012 година)
  - Джида (генерално консулство) (Затворено през 2012 година)
- Турция
  - Анкара (посолство)
  - Газиантеп (генерално консулство)
  - Истанбул (генерално консулство)
- Обединени арабски емирства
  - Абу Даби (посолство)
  - Дубай (генерално консулство)
- Йемен
  - Сана (посолство)

## Океания
- Австралия
  - Канбера (посолство)